# Computer Modern
Computer Modern è la famiglia di tipi di carattere usata in mancanza di istruzioni specifiche dal programma di composizione tipografica TEX. Fu creata da Donald Knuth con il programma METAFONT, ed è stata aggiornata l'ultima volta nel 1992. I tipi Computer Modern sono descritti con grande dettaglio (compreso l'intero codice sorgente) nel libro Computer Modern Typefaces, Volume E della serie Computers and Typesetting.
Come implica il nome, Computer Modern è un font moderno. I font moderni, o classicisti, hanno un alto contrasto tra elementi spessi e sottili, una grande altezza della x rispetto alla lunghezza del tratto ascendente e discendente. Computer Modern, nello specifico, è basato sul Monotype Modern 8A.
La caratteristica più inusuale dei font Computer Modern, però, è che è una famiglia di font completamente disegnata con il sistema METAFONT, che genera le variazioni della forma dei caratteri partendo da una descrizione base di tipo geometrico (in pratica un programma per computer).
La forma dei caratteri è controllata da 63 parametri distinti, che controllano la larghezza e l'altezza dei vari elementi e la presenza di dettagli come le grazie o la forma (rotonda o quadrata) del puntino sulla "i". Per ciascuna dimensione, i parametri vengono altresì variati in modo da mantenere una perfetta dimensione ottica: come nel caso dell'hinting, i font dal corpo più minuto sono modificati in modo da avere tratti proporzionalmente più spessi e rimanere leggibili.
Computer Modern non è l'unica famiglia di caratteri disegnata con METAFONT, ma è sicuramente la più matura ed usata.

## I tipi
Computer Modern Romanè un tipo di carattere con grazie disegnato per il testo del documento. È disponibile negli spessori medio, grassetto e grassetto esteso, e nelle varianti dritto, inclinato, corsivo e maiuscoletto.
Computer Modern Sans Serifè un tipo senza grazie, disponibile negli spessori medio, neretto, e nelle varianti dritto ed inclinato.
Computer Modern Typewriterè un tipo a spaziatura fissa, disponibile nello spessore medio e nelle varianti dritto, inclinato, corsivo e maiuscoletto.
Computer Modern Typewriter Proportionalha lo stesso aspetto del Typewriter, ma ha una spaziatura proporzionale.
Nella famiglia sono inclusi anche i tipi Dunhill e Fibonacci, più a titolo dimostrativo che per l'effettiva utilità dei caratteri.

## La famigliaLatin modern
Un sostituto moderno dei Computer Modern è la famiglia Latin Modern che ha più di 700 glifi, disponibile in formato Type 1 e OpenType. Contiene 72 font per la composizione del testo normale e 20 font per la composizione di formule matematiche, e fornisce quasi tutti i tipi di carattere dell'originale Computer Modern, ed un repertorio di caratteri più vasto.
La famiglia Latin Modern è stata sviluppata, sulla base dei font Computer Modern, per ovviare ai problemi che si sono resi evidenti con il passare del tempo:
- Sebbene la descrizione dei caratteri sia vettoriale, i font vengono resi come bitmap e quindi di qualità inferiore quando mostrati su uno schermo. (Poiché il formato vettoriale usato da METAFONT è più complesso di quello gestito da OpenType, una trasformazione diretta non è possibile).
- Sebbene TEX faccia un ottimo lavoro nella resa dei caratteri accentati, i font stessi non li includono. Questo impedisce la sillabazione corretta delle parole che contengono tali caratteri ed ha molti altri effetti collaterali.

## La famigliaComputer Modern Unicode
Questa è un'altra versione della famiglia di font Computer Modern, generata dai file METAFONT e preparata per fornire font di buona qualità e con una buona copertura di caratteri per l'uso con il sistema grafico X11. Contiene 33 diversi font e contiene i glifi necessari per comporre testi in caratteri latini, cirillici e greci, oltre ai caratteri necessari per la rappresentazione fonetica IPA.